# انار نقیلباز
انار نَقیلباز (انگلیسی: Anar Nagilbaz; ۲۸ مارس ۱۹۷۶ – ۴ اوت ۲۰۱۸) خواننده سبک رپ، ترانه‌پرداز و بازیگر اهل کشور جمهوری آذربایجان بود. وی بین سال‌های ۱۹۹۲ تا ۲۰۱۸ میلادی فعالیت می‌کرد.